# Dreiländerspitze
Il Dreiländerspitze (3 197 m s.l.m.) è una montagna del Gruppo del Silvretta nelle Alpi Retiche occidentali che si trova al confine tra la Svizzera (Canton Grigioni) e l'Austria (Vorarlberg e Tirolo).

## Descrizione

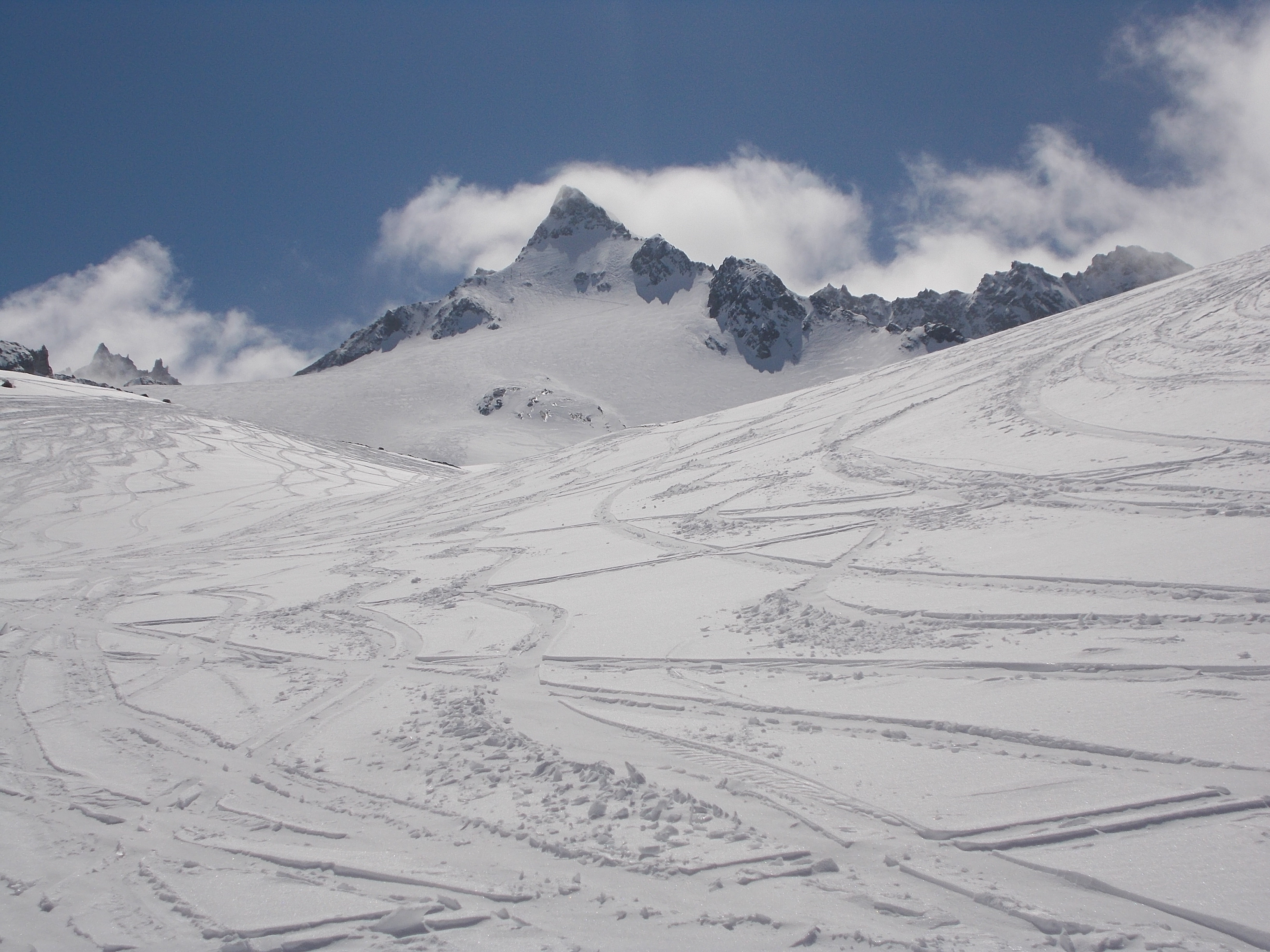
La montagna vista da nord.

Il suo nome Dreiländerspitze significa picco di tre paesi e si riferisce al fatto che si trovasse al un punto di incontro tra i territori delle tre antiche tribù (retoromanze o romancio, Bavarii e Alamanni). È anche sullo spartiacque tra il Reno e il Danubio. La sua prima salita documentata fu quella dell'alpinista tedesco Theodor Petersen, accompagnato da due abitanti del luogo avvenuta il 14 luglio 1870, sebbene alcune fonti riportano che sarebbe stato precedentemente scalato nel corso di una misurazione avvenuta negli anni 1850. Gli insediamenti più vicini sono Galtür a 14 km a nord e Guarda a 9 km a sud.